# Cryphaea ovalifolia
Cryphaea ovalifolia är en bladmossart som beskrevs av Georg Friedrich von Jaeger 1876. Cryphaea ovalifolia ingår i släktet Cryphaea och familjen Cryphaeaceae. Inga underarter finns listade i Catalogue of Life.